# Воробьёвы горы (природный заказник)
Воробьёвы го́ры — природный заказник, покрывающий территорию исторической местности «Воробьёвы горы». Был основан 21 июля 1998 года.

## География
Территория заказника площадью 1,375 км² расположена от береговой линии реки Москвы до высоты около 70 метров урезом реки, вдоль обращенной к заказнику улицы Косыгина. Крутой склон, шириной 300—400 метров, расчленён глубокими оврагами, по которым раньше сбегали небольшие речки: Чура с притоками, Кровянка и Котловка; встречаются выходы подземных вод (родники), наблюдаются оползневые процессы.
Заказник ограничен с северо-востока правым берегом Москвы-реки, с запада и юга — улицей Косыгина. Он протянулся узкой полосой, длиной около 4 км, от Воробьевского шоссе (вблизи устья речки Сетуни) до Третьего транспортного кольца в районе площади Гагарина. Комсомольский проспект и Лужнецкий метромост совпадают с административными границами округов (Западного и Юго-западного) и делят заказник на две части: западную и восточную.

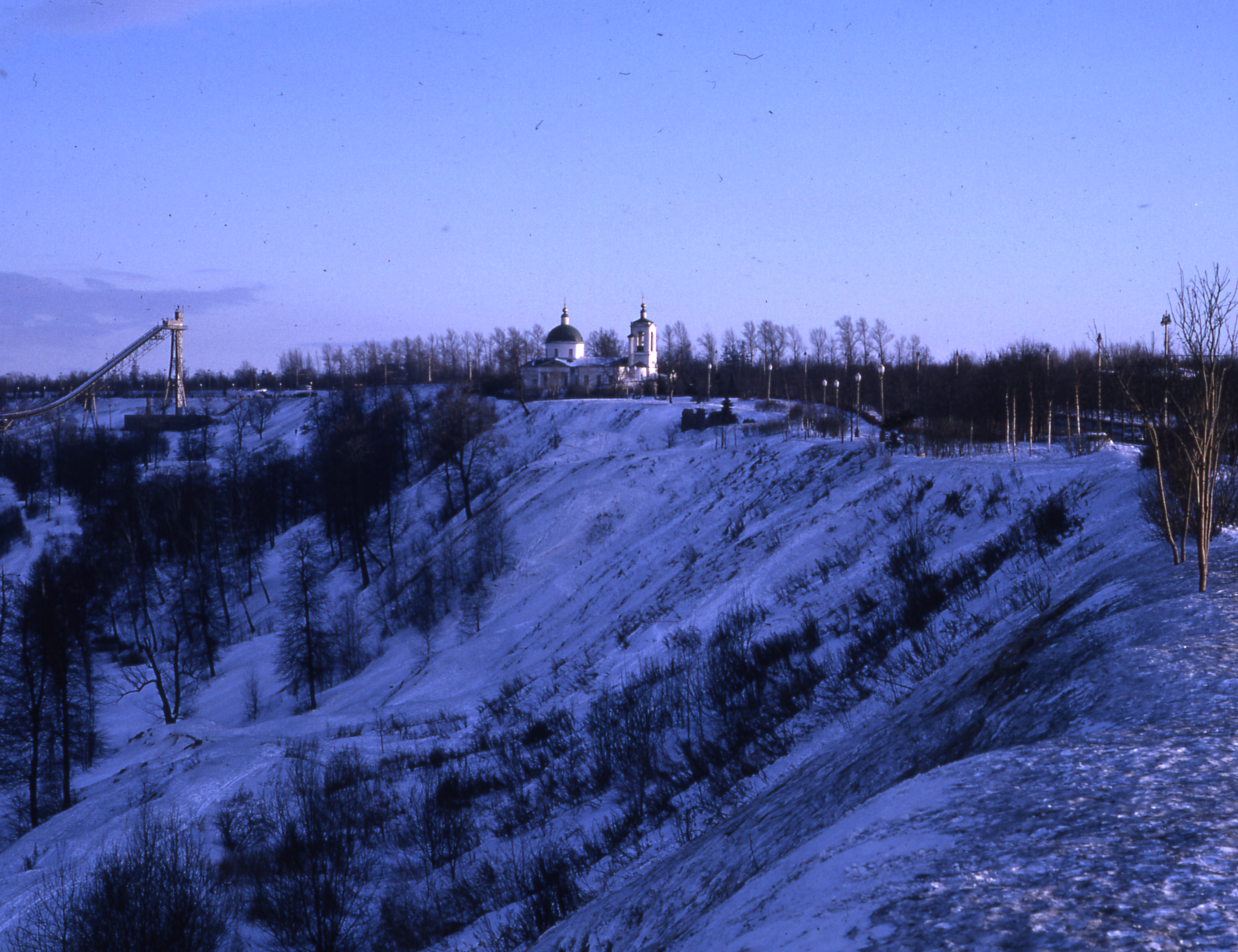
1964 год
фото Томаса Т. Хаммонда

Основание Воробьёвых гор слагают юрские глины, обнажающиеся у современного уреза воды. Коренные горные породы перекрыты толщей ледниковых и озёрно-ледниковых геологических отложений четвертичного возраста. В нижней части гор находятся оползневые бугры. В результате проведения ряда берегоукрепительных мер (зарегулированность стока и русла реки, сооружение набережных, облесение склонов) значительно ослабли оползневые процессы и абразия. Естественным продолжением Воробьёвых гор являются так называемые взгорья: Васильевское, или Нескучное, и Бабий городок, образующие бровки 3-й и 2-й надпойменных террас. Глубокая и широкая долина реки Сетунь отделяет от Воробьёвых гор Татарские высоты и Поклонную гору. У подножия склона Воробьёвых гор находятся сырые лужайки и низинные болотца.
Через территорию проходят три экологические тропы — «На склонах Воробьёвых гор», «Андреевские пруды» и «На террасах Воробьёвых гор», общая протяженность которых составляет более полутора километров.
На территории природного заказника находятся два Андреевских пруда: малый и большой, названных так по имени близ расположенного Андреевского монастыря. На террасах Воробьёвых гор находится также Лесной пруд.

## История

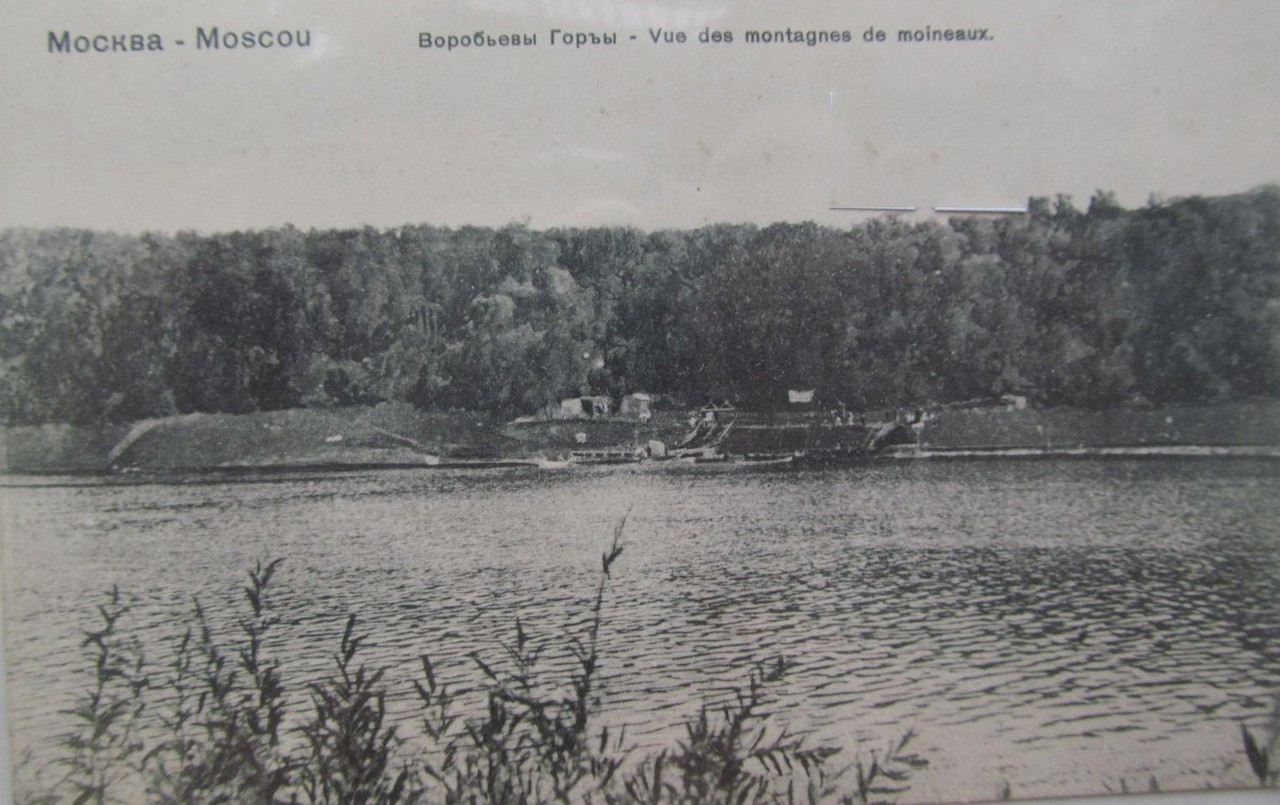
Дореволюционное фото леса Воробьёвых гор

В Воробьёвых горах сохранился самый близкий к центру Москвы участок естественного широколиственного леса.
Статус природного заказника территория получила согласно постановлению Правительства Москвы от 21 июля 1998 г. № 564 «О мерах по развитию территорий Природного комплекса Москвы».
В 2013 году территория заказника была присоединена к Парку Горького.
Основные задачи природного заказника:
- сохранение историко-культурных и природных комплексов;
- сохранение и восстановление ценных объектов и территорий, являющихся местообитаниями редких, находящихся под угрозой исчезновения или уязвимых в условиях города Москвы видов растений, животных, птиц или насекомых;
- выполнение научно-исследовательских работ по изучению объектов особой охраны природного заказника «Воробьёвы горы»;
- создание условий для поддержания рекреационного потенциала территорий в пределах города;
- восстановление нарушенных ландшафтов, биогеоценозов, природных, историко-культурных комплексов и объектов.

## Флора и фауна
Вследствие того, что некоторые участки труднодоступны для ведения хозяйства и отдыха, а также из-за разнообразия биотопов, на территории заказника сохранился сравнительной большой уровень биоразнообразия.
Флора заказника насчитывает более 400 видов сосудистых растений, из которых 43 заключены в Красную книгу Москвы, в том числе такие травянистые растения, как купена многоцветковая, страусник обыкновенный, дремлик широколистный, гвоздика Фишера, астрагал датский. Самым распространённым деревом является клён остролистный, также распространены липа сердцевидная, дуб черешчатый, берёза повислая и ясень обыкновенный, встречаются осина, вяз, каштан конский, клён остролистный, ольха чёрная, лиственница сибирская, черёмуха обыкновенная, липа мелколистная, ясень пенсильванский, тополь.
В заказнике проживает сравнительно небольшое количество млекопитающих — европейский крот, обыкновенная бурозубка, обыкновенная белка, рыжая и обыкновенная полёвки, лесная и полевая мыши, изредка встречаются летучие мыши. При этом отмечено почти 100 видов птиц, из которых 37 являются краснокнижными (например серая неясыть, коростель, белоспинный дятел, дубонос, тетеревятник). На Андреевских прудах гнездится хохлатая чернеть. Из земноводных можно встретить травяную и озёрную лягушек.

## Угроза природному заказнику

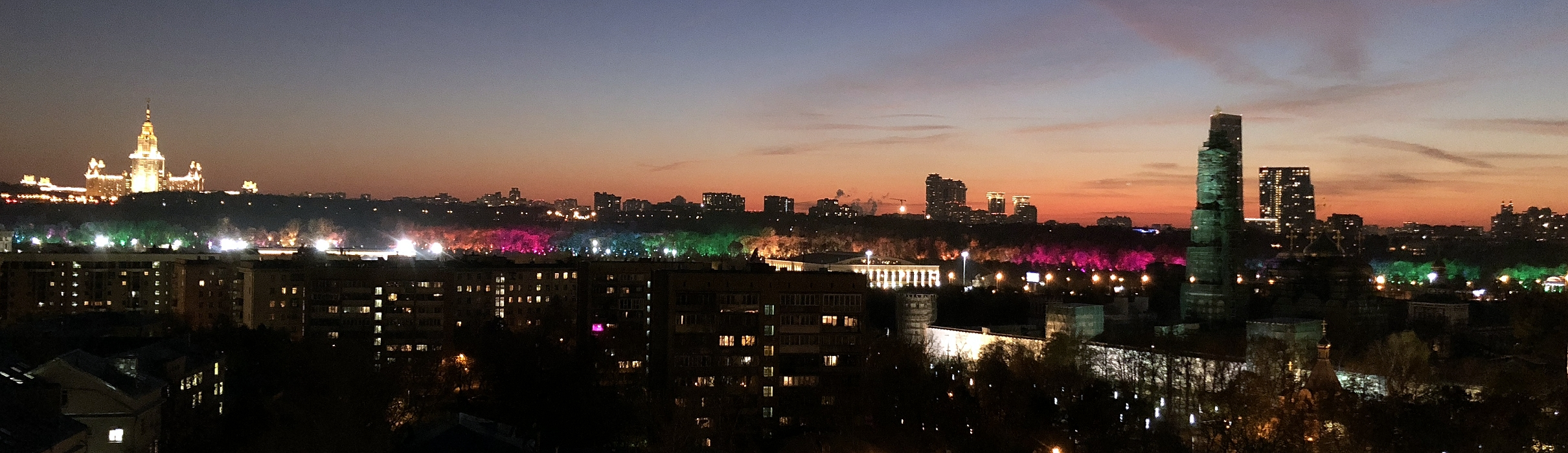
Световое загрязнение, 2018

С 2017 года природоохранная работа в заказнике полностью остановлена.
С августа 2017 года в лесном массиве были установлены разноцветные источники мощного искусственного света, вызывающие экологическое световое загрязнение.
Несмотря на наличие охранного статуса, на территории начато строительство большого числа антропогенных объектов (торговой ярмарки, канатной дороги, амфитеатра, спортивных школ, центра ЗОЖ, школы скаутов, контактного зоопарка, детской площадки и батутного центра, скалодрома/вертикального арт-объекта, веревочного парка, музея, бассейна, трассы скоростного спуска на коньках (натурбан) и трассы тобоггана, а также башни для джампинга и других).
На территории заказника с 2018 года строился спортивный комплекс: три горнолыжные трассы, экстрим-парки, ролледром, санная трасса, верёвочный парк, трамплины для прыжков на лыжах, сноуборда и фристайла Big-Air. Председатель Совета депутатов Гагаринского района города Москвы Елена Русакова заявила в июле 2019 года, что ландшафт подвергается незаконному разрушению, и опубликовала фото масштабной стройки, назвав её организаторов «преступниками». В декабре 2022 года спорткомплекс был открыт.

### Передача участка с дачей Хрущёва

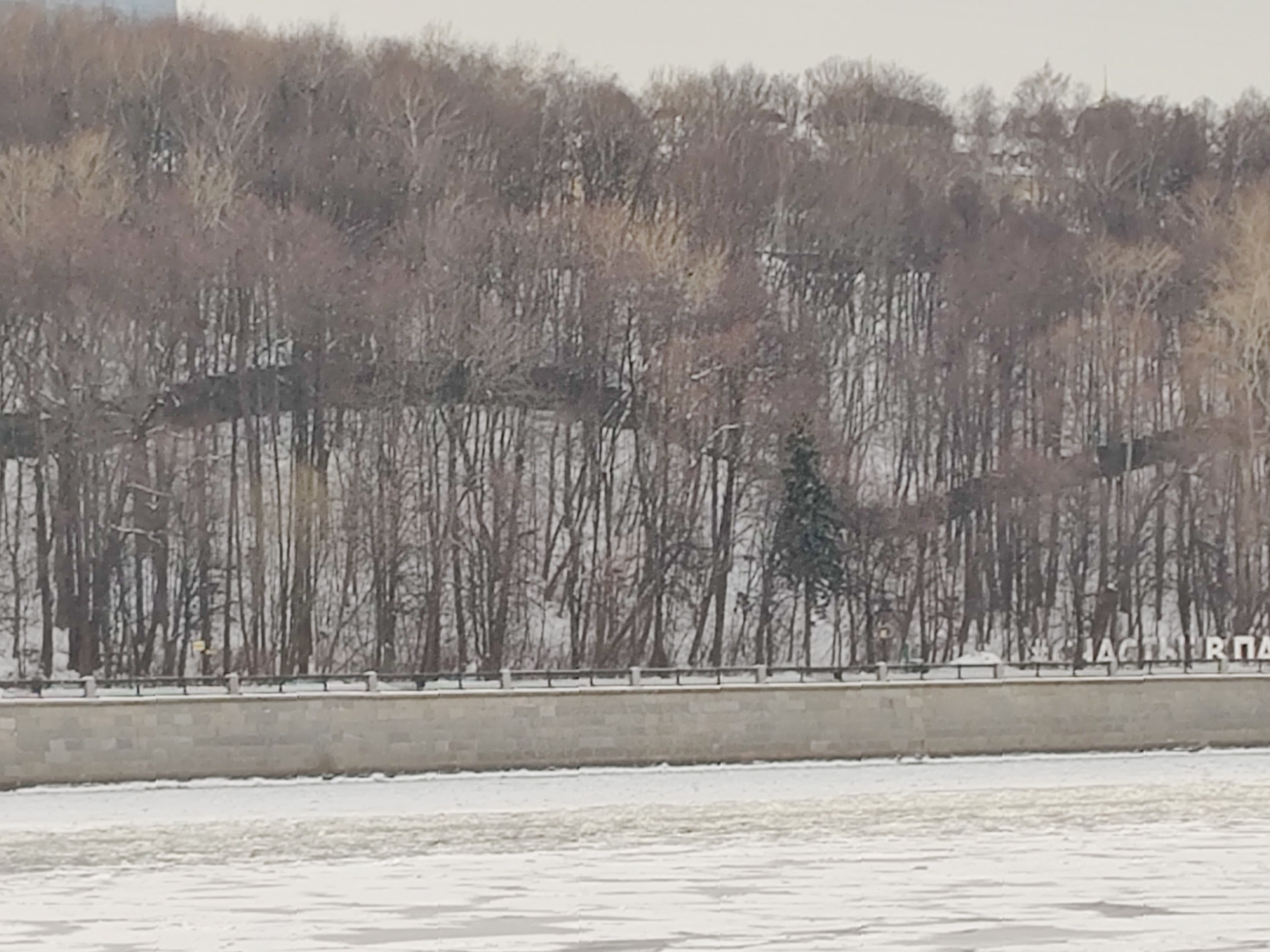
Тёмная полоса — забор вокруг участков Г.Тимченко и ФСО, 2021

На территории заказника, по адресу Улица Косыгина, № 32, находится двухэтажный особняк — бывшая резиденция Первого секретаря ЦК КПСС Никиты Хрущёва.
Указом мэра Москвы С. С. Собянина от 17 сентября 2013 года дом вместе с прилегающим участком заказника площадью 2,67 гектаров без какого-либо конкурса был передан в аренду офшорной фирме «Жардин девелопментс ЛТД», связанной с миллиардером Г. Н. Тимченко — «для эксплуатации здания гостиницы». Несмотря на то, что любые строительные работы на земле, принадлежащей заказнику, законодательно запрещены, для Тимченко здесь были возведены вертолётная площадка, банный комплекс и другие сооружения.

## Галерея

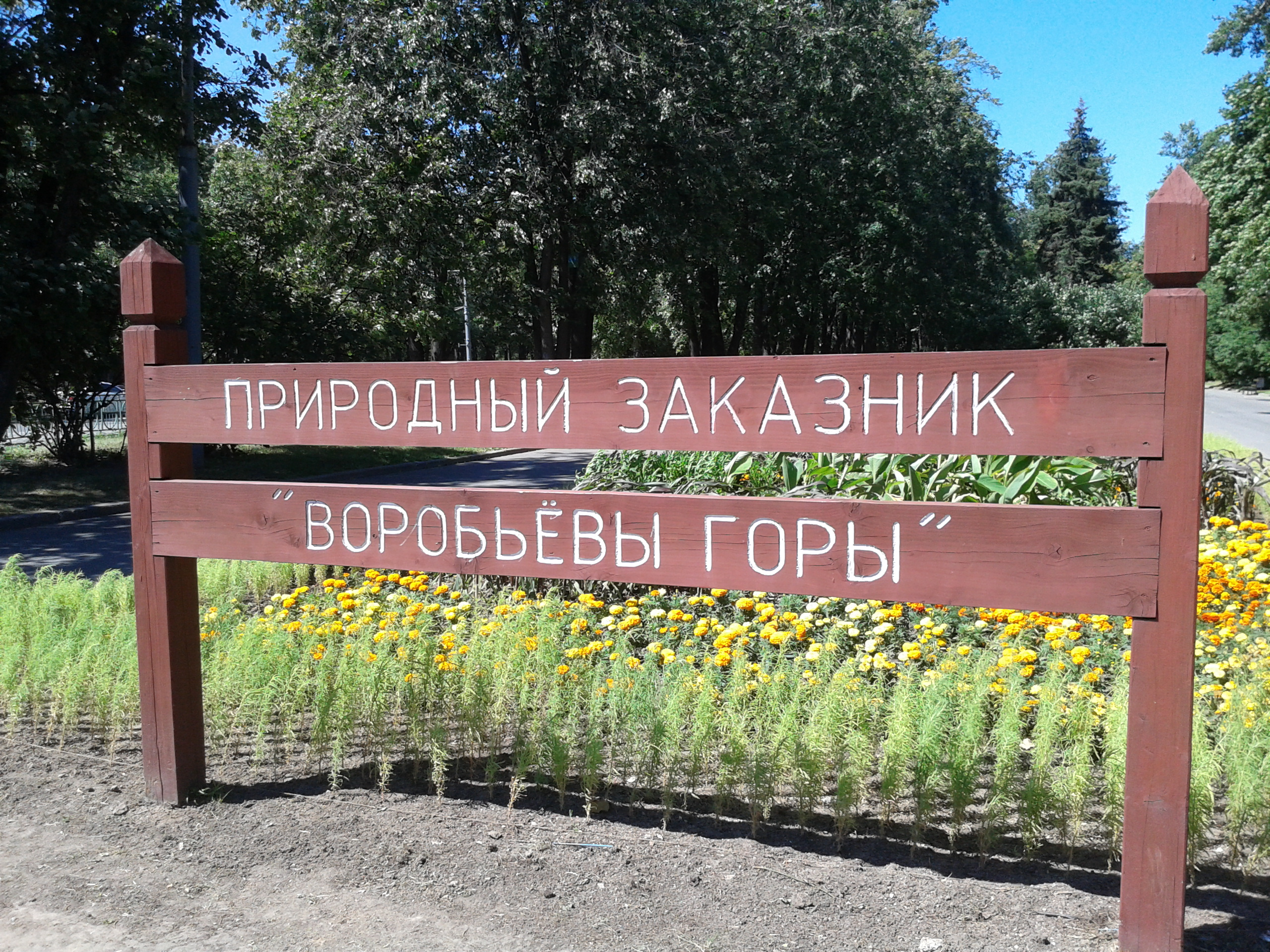
Вход в природный заказник "Воробьёвы горы"
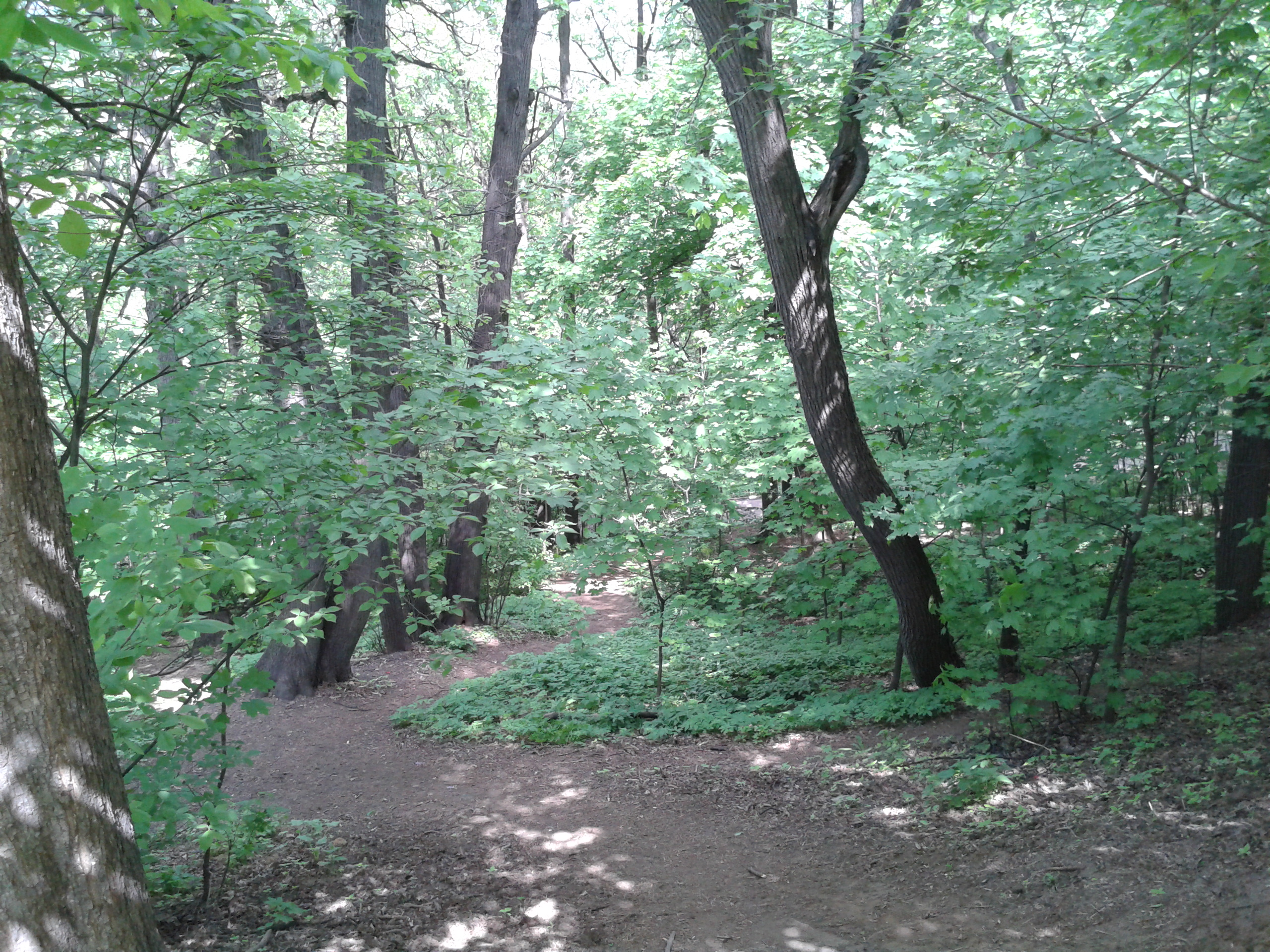
Склоны Воробьёвых гор
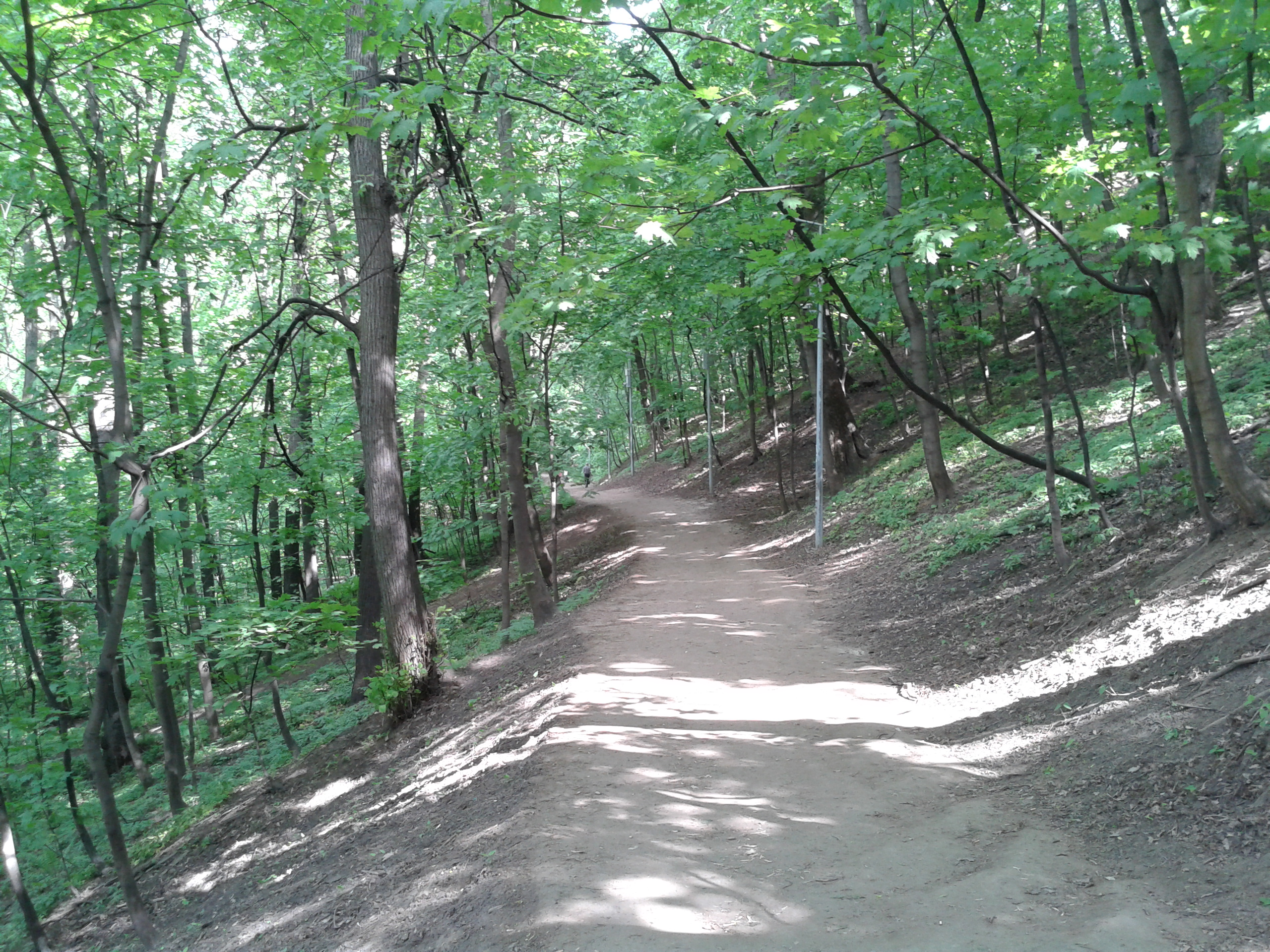
Экологическая тропа
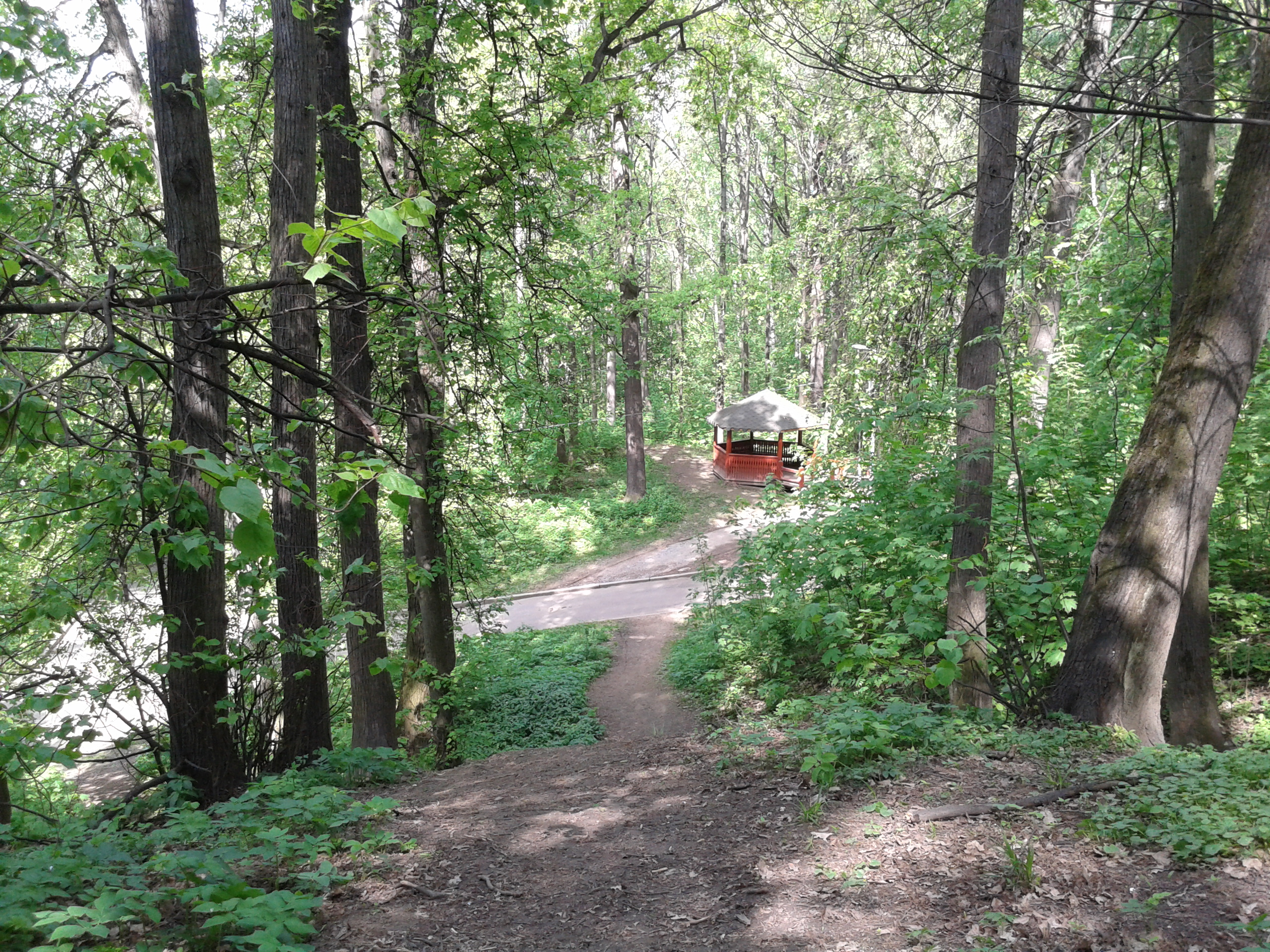
Экологическая тропа
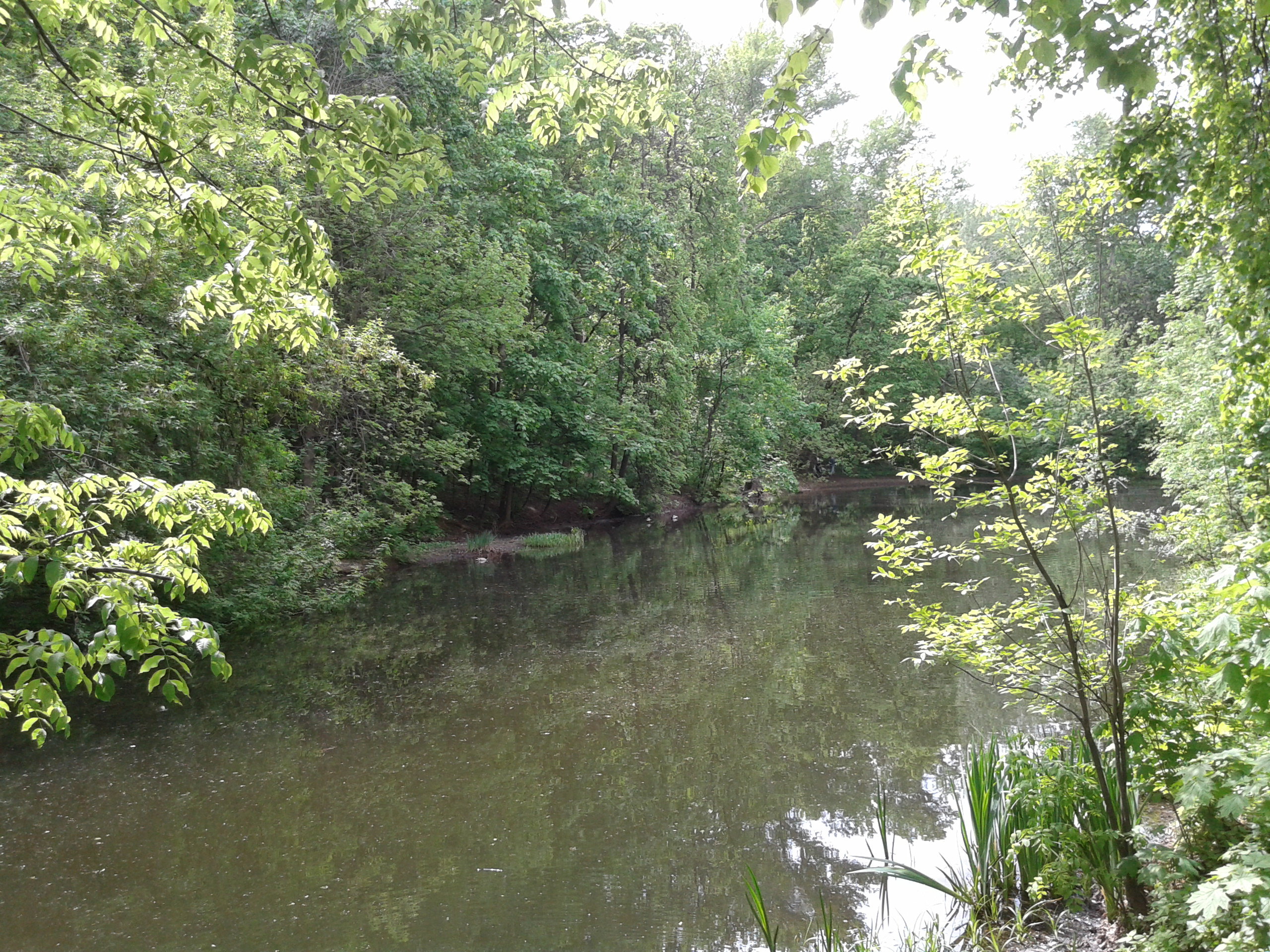
Малый Андреевский пруд
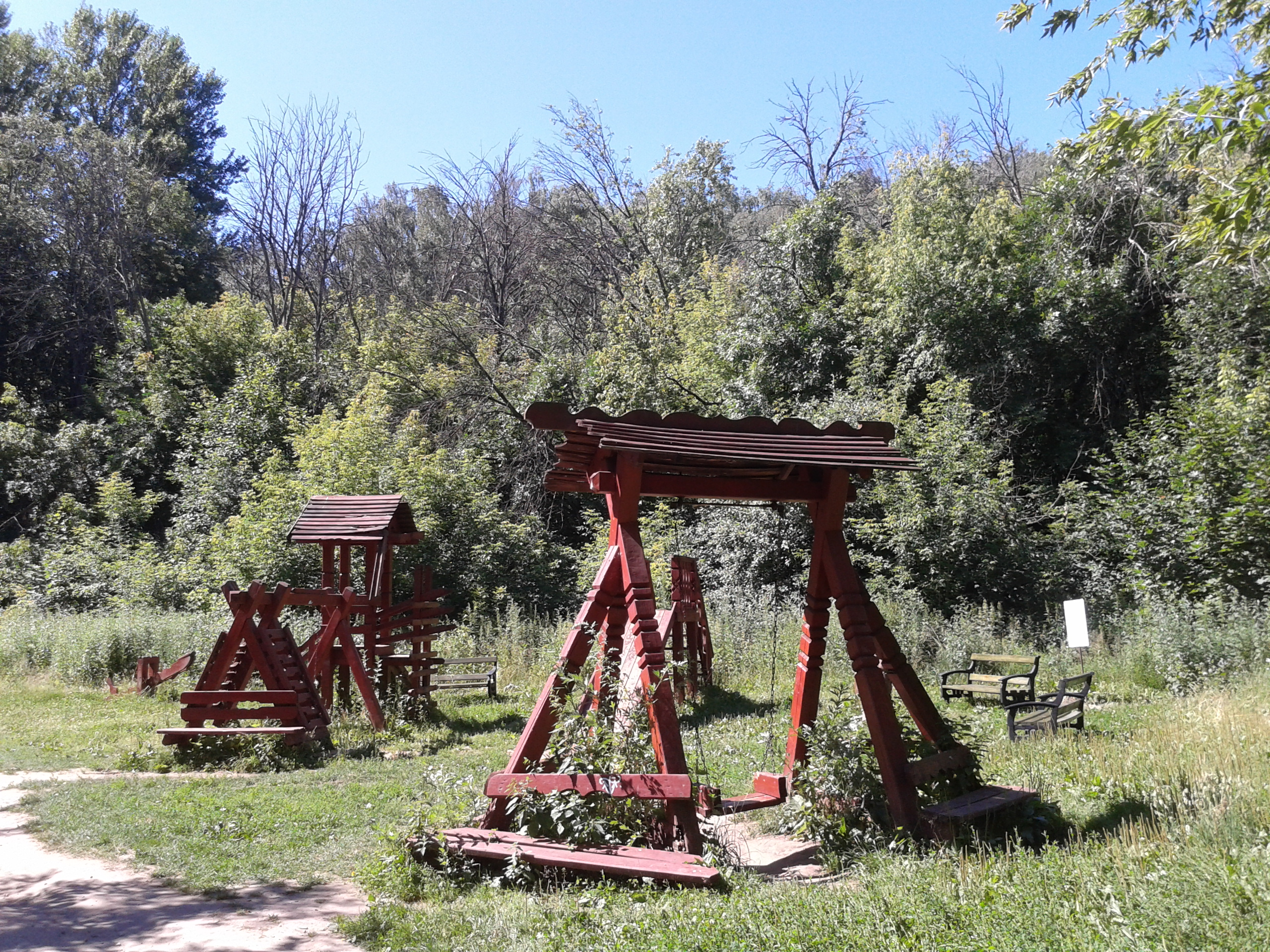
Детская площадка
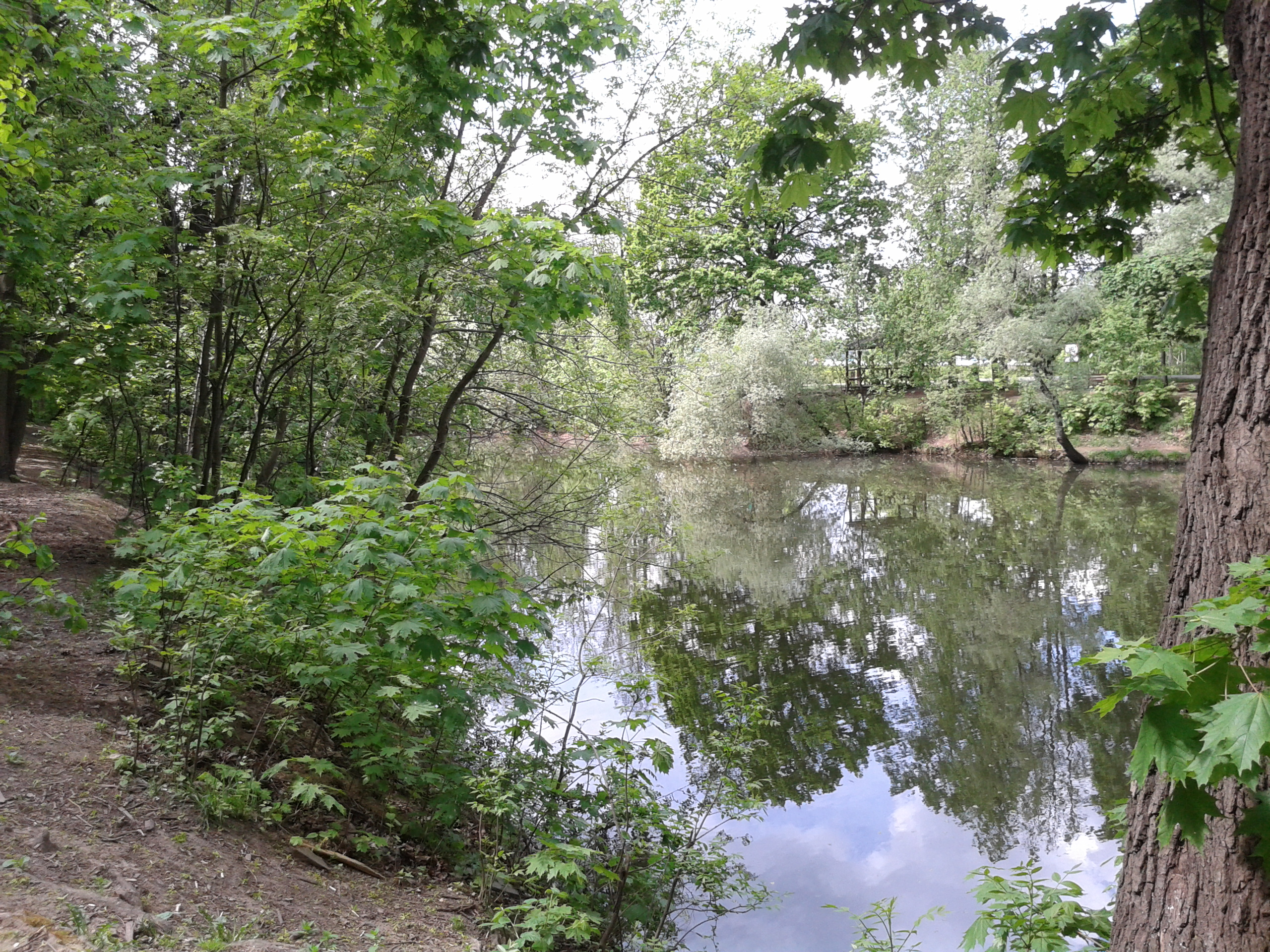
Большой Андреевский пруд
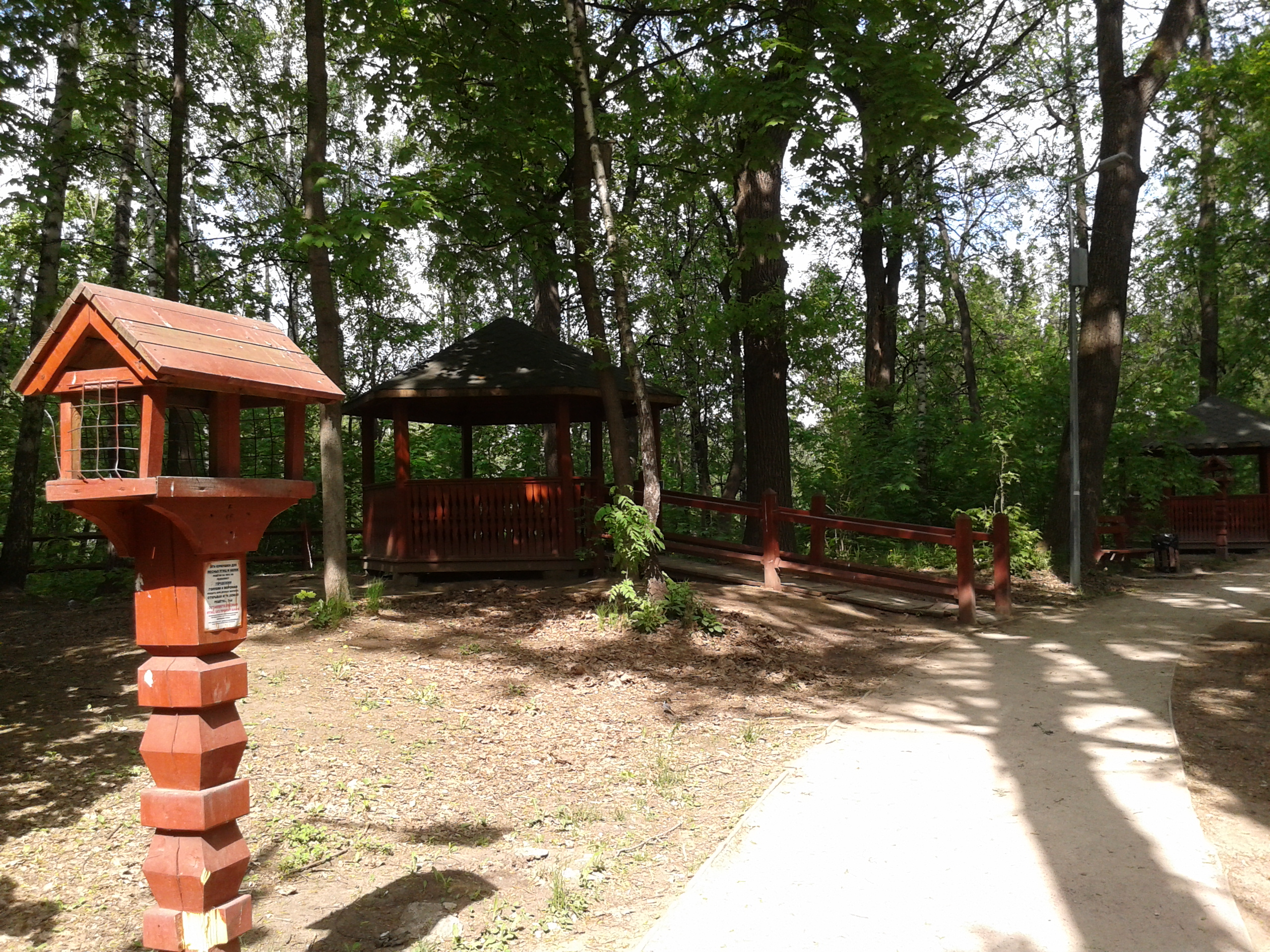
На террасах Воробьёвых гор
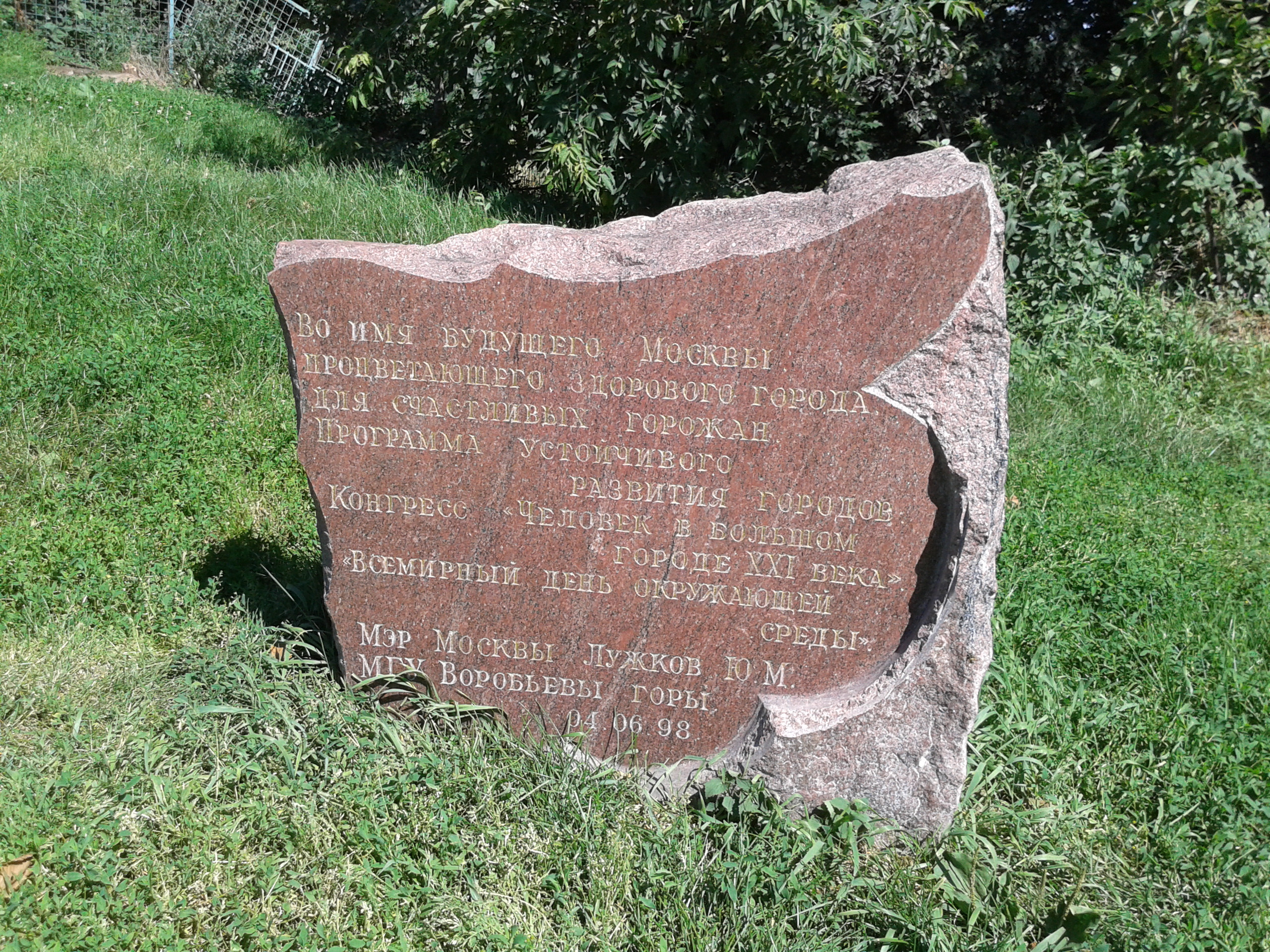
Закладной камень мэра Москвы Ю. Лужкова
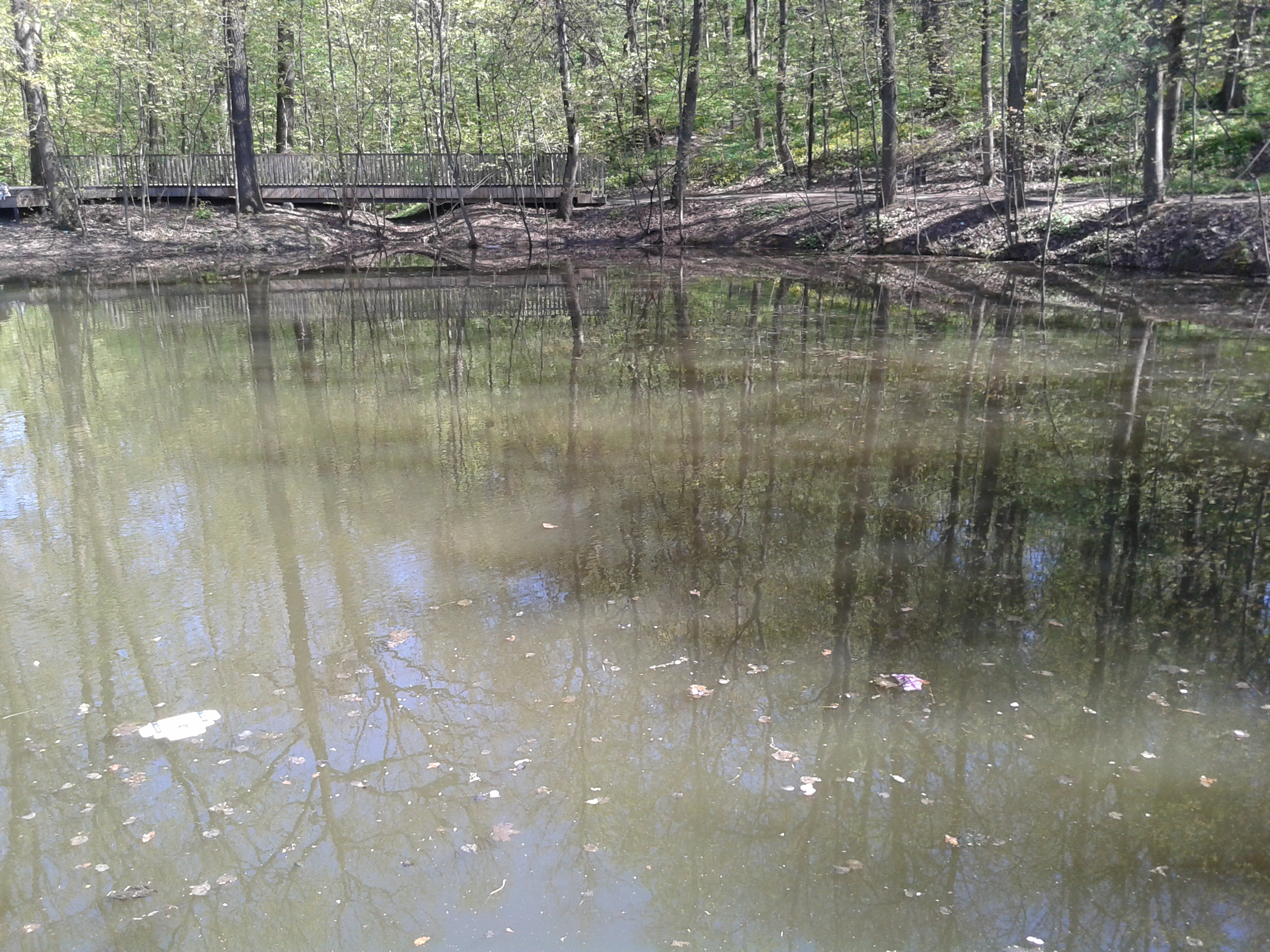
Лесной пруд на террасах Воробьёвых гор
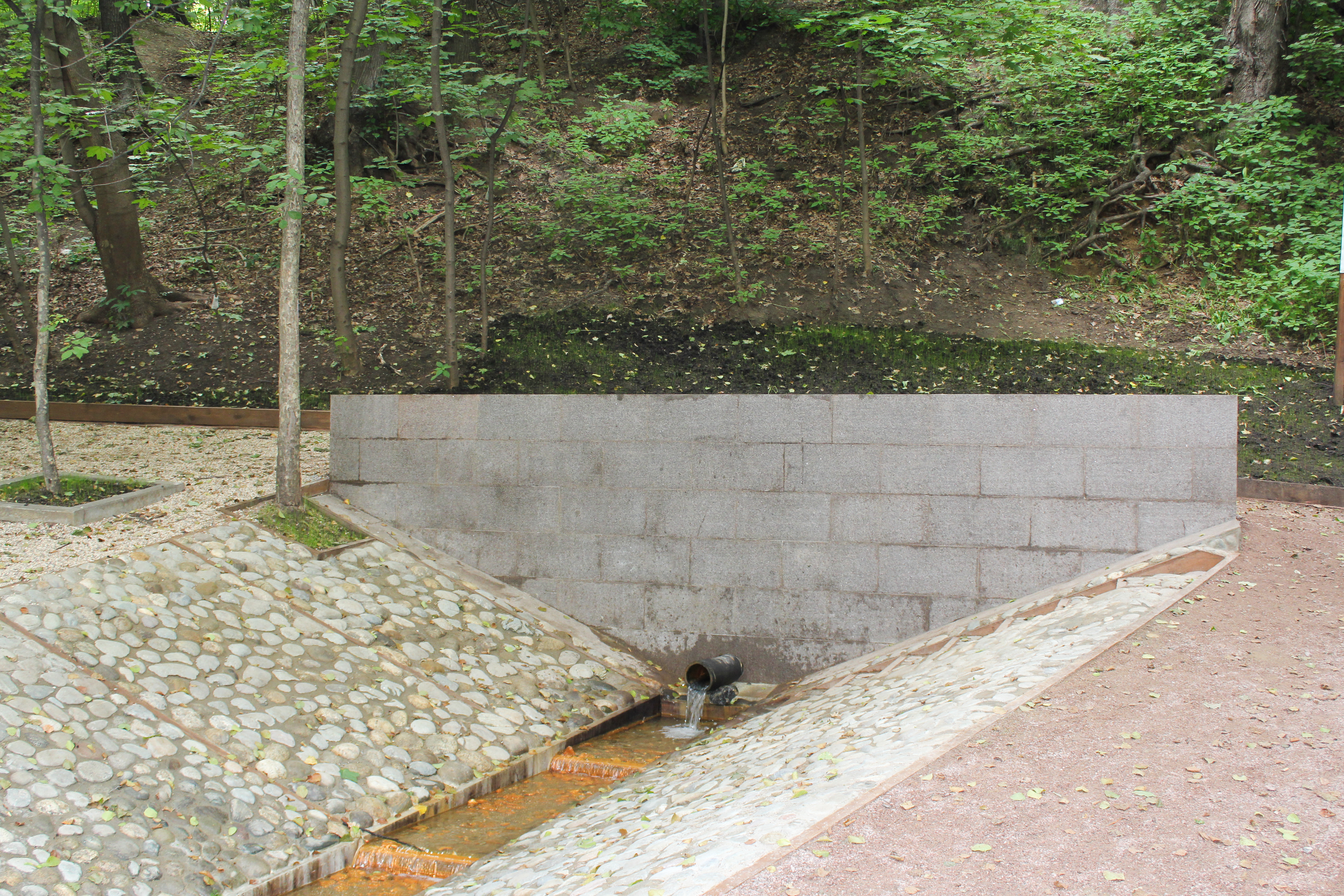
Родник в левом борту оврага на Воробьёвых горах